# رقم تتبع

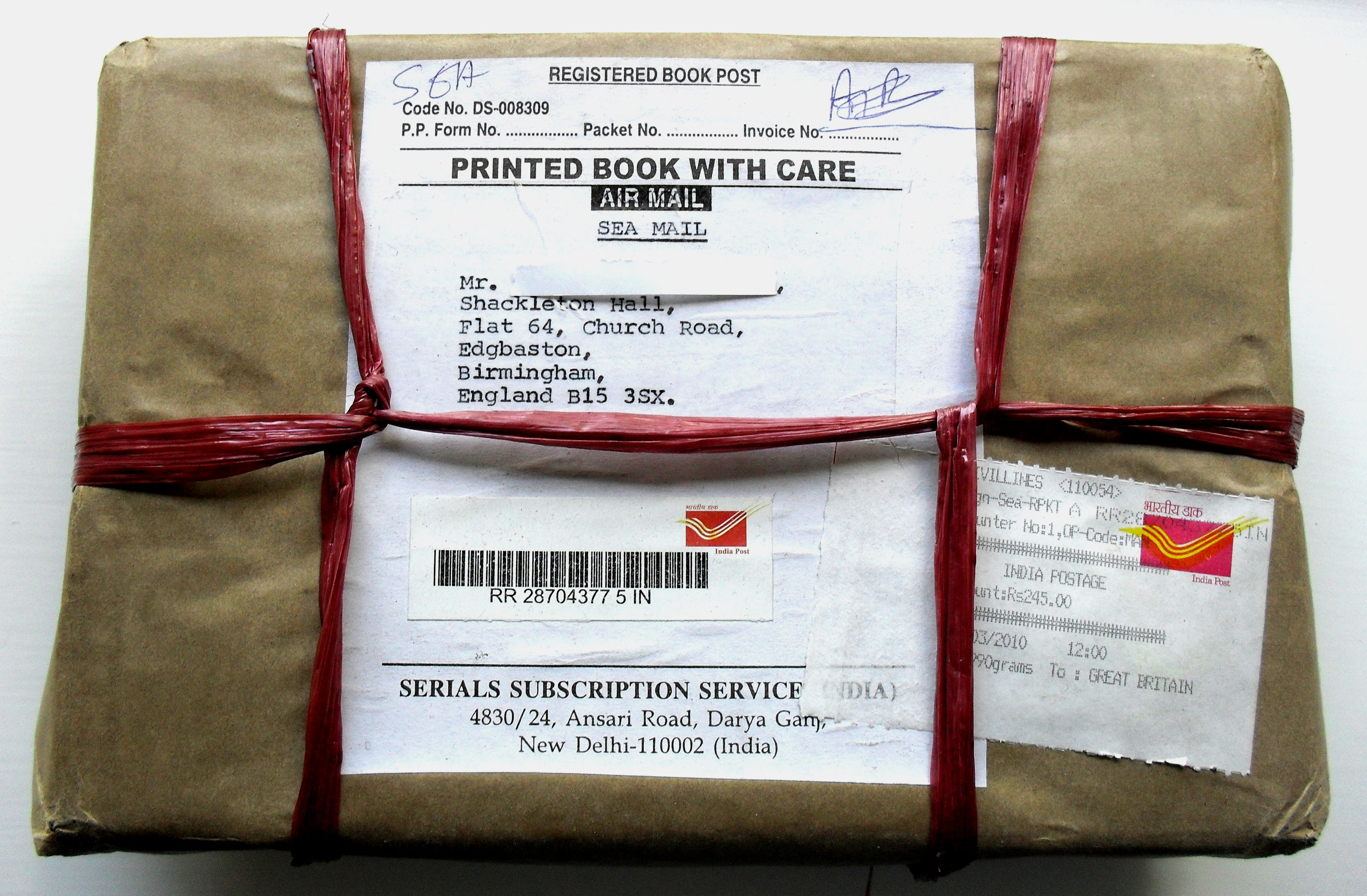
شحنة بريد مسجل يظهر عليها رقم التتبع والرمز الشريطي

أرقام التتبع هي أرقام تُخصص للطرود عند شحنها. أرقام التتبع مفيدة لمعرفة موقع الإرساليات الحساسة للوقت أو المهمة. رقم التتبع هو رقم معرف فريد أو رمز مخصص لحزمة أو طرد. عادةً ما تتم طباعة رقم التتبع على ملصق الشحن كرمز شريطي يمكن مسحه بواسطة أي شخص لديه قارئ شيفرة أو هاتف ذكي.

## الصيغة
تتكون أرقام التتبع من أحرف وأرقام يتراوح طولها بين 8 و 40 حرفًا في بعض الأحيان مع مسافات أو واصلات بين مجموعات الأحرف. عندما الرقم في الإيصال بعد شحن الطرد، يكون رقم التتبع مشابها للرمز الشريطي.